# 창수국민학교 인량분교
창수국민학교 인량분교는 대한민국 경상북도 영덕군에 있었던 공립 초등학교이다.

## 학교 연혁
- 일자 미상 인량분교장 설립 인가
- 1970년 3월 1일 창수국민학교 인량분교 개교
- 일자미상 인량국민학교 승격 분리
- 일자미상 창수국민학교 분교장 격하
- 1994년 3월 1일 폐교 및 창수국민학교 통폐합

## 참고 자료
- 창수국민학교인량분교장 - 한국교육학술정보원 학교알리미